# Sixième district congressionnel de l'Illinois
6e district du congressionnel de l'Illinois est un district de l'État américain de l'Illinois, il couvre des parties des comtés de Cook et de DuPage. Il est représenté par le Démocrate Sean Casten depuis 2019.

## Géographie

### Redécoupage de 2011
À partir du redécoupage de 2011 qui a suivi le recensement de 2010, tout ou partie d'Algonquin, Barrington, Barrington Hills, Bartlett, Burr Ridge, Carol Stream, Carpentersville, Cary, Clarendon Hills, Crystal Lake, Darien, Deer Park, Downers Grove, Elgin, East Dundee, Forest Lake, Fox River Grove, Gilberts, Glen Ellyn, Hawthorn Woods, Hinsdale, Hoffman Estates, Inverness, Kildeer, Lake Barrington, Lake in the Hills, Lake Zurich, Lakewood, Lisle, Lombard, Long Grove, Naperville, North Barrington, Oak Brook, Oakbrook Terrace, Oakwood Hills, Palatine, Port Barrington, Rolling Meadows, Sleepy Hollow, South Barrington, South Elgin, St. Charles, Tower Lakes, Trout Valley, Warrenville, Wayne, West Chicago, West Dundee, Westmont, Wheaton, Willowbrook et Winfield sont inclus.

### Redécoupage de 2021
| #  | Comté  | Siège   | Population |
| -- | ------ | ------- | ---------- |
| 31 | Cook   | Chicago | 5 087 072  |
| 43 | DuPage | Wheaton | 921 213    |

### Villes et CDP de 10 000 personnes ou plus
- Chicago - 2 665 039
- Orland Park - 58 703
- Oak Lawn - 58 362
- Tinley Park - 55 971
- Wheaton - 53 970
- Downers Grove - 50 247
- Elmhurst - 45 786
- Lombard - 44 476
- Addison - 35 702
- Burbank - 29 439
- Glen Ellyn - 28 846
- Westmont - 24 429
- Lisle - 24 223
- Villa Park - 22 263
- Darien - 22 011
- Evergreen Park - 19 943
- Alsip - 19 063
- Palos Hills - 18 530
- Hinsdale - 17 395
- Bridgeview - 17 027
- La Grange - 16 321
- Hickory Hills - 14 505
- Chicago Ridge - 14 433
- Midlothian - 14 325
- Western Springs - 13 629
- Justice - 12 600
- Palos Heights - 12 068
- Summit - 11 161
- Burr Ridge - 11 192
- Worth - 10 970
- Crestwood - 10 826

### 2 500 à 10 000 personnes
- Willowbrook - 9 238
- Clarendon Hills - 8 702
- Oak Brook - 8 163
- Orland Hills - 6 893
- Countryside - 6 420
- Willow Springs - 5 857
- Palos Park - 4 899
- Robbins - 4 629
- Hometown - 4 343
- Indian Head Park - 4 065
- Oakbrook Terrace - 2 751

En raison du redécoupage de 2020, le district passera du nord du Comté de Cook et du sud du Comté de Lake à un district principalement du sud du Comté de Cook et à une partie du Comté de DuPage, ainsi qu'à une partie de l'extrême sud-ouest de Chicago.
Le 6e district comprend les quartiers de Beverly à Chicago ; la majeure partie de Mount Greenwood; et l'ouest de Garfield Ridge et Clearing.
En dehors de Chicago, le 6e district comprend les communautés du Comté de Cook d'Orland Hills, Western Springs, Orland Park, Palos Hills, Hickory Hills, Chicago Ridge, Bridgeview, Indian Head Park, Merrionette Park, Hometown, Worth, Palos Heights, Palos Park, Justice, Hodgkins et Countryside ; le nord de Tinley Park ; les parties ouest et est d'Evergreen Park; le nord-ouest de Crestwood; la majorité d'Oak Lawn, Orland Park, Burr Ridge (partagé avec le Comté de DuPage) et Williow Springs ; l'ouest d'Alsip; le sud de La Grange; des parties de Robbins, Middlothian, Burbank, Summit et Hindsale.
Le Comté de DuPage est divisé entre ce district, le 3e district, le 4e district et le 11e district. Les 6e et 3e districts sont divisés par la 59th St, Illinois Highway 83, 55th St, Walker Ave, Park Ave, Golf Ave, Jane Ct, Prospect Ave, Chicago Ave, Middaugh Rd, Naperville Rd, Hinsdale Golf Course, Illinois Highway 34, Robert Kingery Highway, Oak Brook Rd, Regent Dr, 22nd St, Castle Dr, Illinois Highway 38, Fillmore St, Adams St, Madison St, Euclid Ave, York St et l'Illinois Highway 64.
Les 6e et 4e districts sont divisés par Grand Ave, Frontage Ave, Fullerton Ave, Harvard Ave, Armitage Ave, Addison Rd, Illinois Highway 64, Westmore Ave/Berman Ave, Plymouth St, Lincoln St, Vermont St, Westwood Ave, Le Moyne Ave/Illinois Highway 64, Highway 355, Union Pacific Railroad, North Path, President St et Naperville Rd.
Les 6e et 11e districts sont divisés par Illinois Highway 23, Highway 88, Fender Rd, Ogden Ave, Beau Bren Blvd, Eugenia Dr, Arlington Ave, Oak Hill Park, Oak Hill Dr, Yackley Ave, Maple Ave, Abbey Dr, Four Lakes Ave, River Bend Golf Course, Riverview Dr, Kohl Rd, Illinois Highway 53, 61st St, Essex Rd, Summerhill Park, Prentiss Creek, 59th St, Chase Ave, 63rd St, Highway 355, Wheeler St, Woodward Ave, 71st Ave, Illinois Highway 33, Illinois Highway 9, 87th St, Meyer Woods Park, Wards Creek, Highway 55, Cass Ave, and 91st St. Le 6e district englobe les municipalités de Downers Grove, Villa Park, Westmont, Willowbrook et Oakbrook Terrace; la plupart d'Elmhurst, Lisle, Darien, Burr Ridge (partagé avec le Comté de Cook), Clarendon Hills et Lombard; des parties d'Addison; l'ouest d'Oak Brook; la moitié de Wheaton à l'est de l'Illinois Highway 23 et au sud de l'Union Pacific Railroad ; et la partie de Glen Ellyn au sud de l'Union Pacific Railroad.

## Historique de vote
Ce tableau indique comment le district a voté aux élections présidentielles américaines ; les résultats des élections reflètent le vote dans la circonscription telle qu'elle était configurée au moment de l'élection, et non telle qu'elle est configurée aujourd'hui.
| Année | Poste      | Résultats               |
| ----- | ---------- | ----------------------- |
| 2000  | Président  | Bush 53,0 % - 44,0 %    |
| 2004  | Président  | Bush 53,0 % - 46,0 %    |
| 2008  | Président  | Obama 51,0 % - 48,0 %   |
| 2012  | Président  | Romney 53,0 % - 45,0 %  |
| 2016  | Président  | Clinton 50,0 % - 43,0 % |
| 2016  | Sénat      | Kirk 50,0 % - 44,0 %    |
| 2018  | Gouverneur | Rauner 50,0 % - 45,0 %  |
| 2020  | Président  | Biden 55,0 % - 43,0 %   |
| 2020  | Sénat      | Durbin 51,0 % - 44,0 %  |

Ce tableau indique comment le district a voté lors des récentes élections à l'échelle de l'État ; les résultats des élections reflètent le vote dans la circonscription telle qu'elle est actuellement configurée, pas nécessairement telle qu'elle était au moment de ces élections.
| Année | Poste              | Résultats                   |
| ----- | ------------------ | --------------------------- |
| 2016  | Président          | Clinton 50,7 % – 42,4 %     |
| 2016  | Sénat              | Duckworth 50,0 % – 44,2 %   |
| 2018  | Gouverneur         | Pritzker 49,7 % – 44,7 %    |
| 2018  | Procureur Général  | Raoul 50,3 % – 47,2 %       |
| 2018  | Secrétaire d'Éetat | White 67,5 % – 29,8 %       |
| 2020  | Président          | Biden 54,5 % – 43,6 %       |
| 2020  | Sénat              | Durbin 52,5 % – 41,0 %      |
| 2022  | Sénat              | Duckworth 55,3 % – 43,1 %   |
| 2022  | Gouverneur         | Pritzker 53,3 % – 43,7 %    |
| 2022  | Procureur Général  | Raoul 53,1 % – 44,9 %       |
| 2022  | Secrétaire d'Éetat | Giannoulias 53,9 % – 44,3 % |

## Représentants connus
| Membres                   | Notes |
| ------------------------- | --- |
| Thompson Campbell (en)    | Élu 9e Secrétaire d'État de l'Illinois (1843 - 1846) |
| Thomas L. Harris (en)     | A servi comme Major dans l'U.S. Army durant la Guerre Américano-Mexicaine (1846 - 1847) |
| Edward Dickinson Baker    | A servi comme Colonel dans l'U.S. Army durant la Guerre Américano-Mexicaine (1846 - 1847) Élu Sénateur de l'Oregon (1860 - 1861) A servi comme Colonel pour l'Armée de l'Union durant la Guerre de Sécession (1861) |
| John Alexander McClernand | A servi comme Brigadier Général et Major Général pour l'Armée de l'Union durant la Guerre de Sécession (1861 - 1864)                                                                                                |
| Richard Yates             | Élu 13e Gouverneur de l'Illinois (1861 - 1865) Élu Sénateur de l'Illinois (1865 - 1871) |
| Robert R. Hitt (en)       | Nommé 13e Assistant au Secrétaire d'État des États-Unis (1881) A servi comme Régent du Smithsonian Institution (1893 - 1906)                                                                                        |
| William Lorimer           | Élu Sénateur de l'Illinois (1909 - 1912) |
| Henry Hyde                | Auteur principale de l'Amendement Hyde |
| Peter Roskam              | A servi comme Whip Adjoint en Chef de la Majorité (2011 - 2014) |

## Liste des Représentants du district
| Membre                          | Parti       | Années                             | Congrès     | Histoire électorale |
| ------------------------------- | ----------- | ---------------------------------- | ----------- | --- |
| District établit le 4 mars 1843 |             |                                    |             | |
| Joseph P. Hoge (en)             | Démocrate   | 4 mars 1843 - 3 mars 1847          | 28e , 29e   | Élu en 1842. Réélu en 1844. Retrait. |
| Thomas J. Turner (en)           | Démocrate   | 4 mars 1847 - 3 mars 1849          | 30e         | Élu en 1846. |
| Edward D. Baker                 | Whig        | 4 mars 1849 - 3 mars 1851          | 31e         | Élu en 1848. |
| Thompson Campbell (en)          | Démocrate   | 4 mars 1851 - 3 mars 1853          | 32e         | Élu en 1850. |
| Richard Yates                   | Whig        | 4 mars 1853 - 3 mars 1855          | 33e         | Redécoupage depuis le 7e district et réélu en 1852. |
| Thomas L. Harris (en)           | Démocrate   | 4 mars 1855 - 24 novembre 1858     | 34e , 35e   | Réélu en 1854. Réélu en 1856. Réélu en 1858. Décès. |
| Vacant                          | Vacant      | 24 novembre 1858 - 4 janvier 1859  | 35e         | |
| Charles D. Hodges (en)          | Démocrate   | 4 janvier 1859 - 3 mars 1859       | 35e         | Élu pour terminer le mandat de Harris du 35e Congrès. Retrait. |
| Vacant                          | Vacant      | 4 mars 1859 - 8 novembre 1859      | 36e         | |
| John Alexander McClernand       | Démocrate   | 8 novembre 1859 - 28 octobre 1861  | 36e , 37e   | Élu pour terminer le mandat de Harris du 36e Congrès. Réélu en 1860. Démissionne pour accepter une commission de Brigadier Général de volontaires pour servir dans la Guerre de Sécession.                                              |
| Vacant                          | Vacant      | 28 octobre 1861 - 12 décembre 1861 | 37e         | |
| Anthony L. Knapp (en)           | Démocrate   | 12 décembre 1861 - 3 mars 1863     | 37e         | Élu pour terminer le mandat de McClernad. Redécoupage vers le 10e district. |
| Jesse O. Norton (en)            | Républicain | 4 mars 1863 - 3 mars 1865          | 38e         | Élu en 1862. |
| Burton C. Cook (en)             | Républicain | 4 mars 1865 - 26 août 1871         | 39e - 42e   | Réélu en 1864. Réélu en 1866. Réélu en 1868. Réélu en 1870. Démissionne. |
| Vacant                          | Vacant      | 26 août 1871 - 4 décembre 1871     | 42e         | |
| Henry Snapp (en)                | Républicain | 4 décembre 1871 - 3 mars 1873      | 42e         | Élu pour terminer le mandat de Cook. |
| John B. Hawley (en)             | Républicain | 4 mars 1873 - 3 mars 1875          | 43e         | Redécoupage depuis le 4e district et réélu en 1872. |
| Thomas J. Henderson (en)        | Républicain | 4 mars 1875 - 3 mars 1883          | 44e - 47e   | Élu en 1874. Réélu en 1876. Réélu en 1878. Réélu en 1880. Redécoupage vers le 7e district. |
| Robert R. Hitt (en)             | Républicain | 4 mars 1883 - 3 mars 1895          | 48e - 53e   | Redécoupage depuis le 5e district et réélu en 1882. Réélu en 1884. Réélu en 1886. Réélu en 1888. Réélu en 1890. Réélu en 1892. Redécoupage vers le 9e district.                                                                         |
| Edward D. Cooke (en)            | Républicain | 4 mars 1895 - 24 juin 1897         | 54e , 55e   | Élu en 1894. Réélu en 1896. Décès. |
| Vacant                          | Vacant      | 24 juin 1897 - 23 novembre 1897    | 55e         | |
| Henry S. Boutell (en)           | Républicain | 23 novembre 1897 - 3 mars 1903     | 55e - 57e   | Élu pour terminer le mandat de Cooke. Réélu en 1898. Réélu en 1900. Redécoupage vers le 9e district. |
| William Lorimer                 | Républicain | 4 mars 1903 - 17 juin 1909         | 58e - 61e   | Élu en 1902. Réélu en 1904. Réélu en 1906. Réélu en 1908. Démissionne lorsqu'élu Sénateur des États-Unis. |
| Vacant                          | Vacant      | 17 juin 1909 - 23 novembre 1909    | 61e         | |
| William Moxley (en)             | Républicain | 23 novembre 1909 - 3 mars 1911     | 61e         | Élu pour terminer le mandat de Lorimer. |
| Edmund J. Stack (en)            | Démocrate   | 4 mars 1911 - 3 mars 1913          | 62e         | Élu en 1910. |
| James McAndrews (en)            | Démocrate   | 4 mars 1913 - 3 mars 1921          | 63e - 66e   | Élu en 1912. Réélu en 1914. Réélu en 1916. Réélu en 1918. |
| John J. Gorman (en)             | Républicain | 4 mars 1921 - 3 mars 1923          | 67e         | Élu en 1920. |
| James R. Buckley (en)           | Démocrate   | 4 mars 1923 - 3 mars 1925          | 68e         | Élu en 1922. |
| John J. Gorman (en)             | Républicain | 4 mars 1925 - 3 mars 1927          | 69e         | Élu en 1924. |
| James T. Igoe (en)              | Démocrate   | 4 mars 1927 - 3 mars 1933          | 70e - 72e   | Élu en 1926. Réélu en 1928. Réélu en 1930. |
| Thomas J. O'Brien (en)          | Démocrate   | 4 mars 1933 - 3 janvier 1939       | 73e - 75e   | Élu en 1932. Réélu en 1934. Réélu en 1936. |
| A. F. Maciejewski (en)          | Démocrate   | 3 janvier 1939 - 8 décembre 1942   | 76e , 77e   | Élu en 1938. Réélu en 1940. Démissionne. |
| Vacant                          | Vacant      | 8 décembre 1942 - 3 janvier 1943   | 77e         | |
| Thomas J. O'Brien (en)          | Démocrate   | 3 janvier 1943 - 14 avril 1964     | 78e - 88e   | Élu en 1942. Réélu en 1944. Réélu en 1946. Réélu en 1948. Réélu en 1950. Réélu en 1952. Réélu en 1954. Réélu en 1956. Réélu en 1958. Réélu en 1960. Réélu en 1962. Décès.                                                               |
| Vacant                          | Vacant      | 14 avril 1964 - 3 janvier 1965     | 88e         | |
| Daniel J. Ronan (en)            | Démocrate   | 3 janvier 1965 - 13 août 1969      | 89e - 91e   | Élu en 1964. Réélu en 1966. Réélu en 1968. Décès. |
| Vacant                          | Vacant      | 13 août 1969 - 3 novembre 1970     | 91e         | |
| George W. Collins (en)          | Démocrate   | 3 novembre 1970 - 8 décembre 1972  | 91e , 92e   | Élu pour terminer le mandat de Ronan. Réélu en 1970. Décès. |
| Vacant                          | Vacant      | 8 décembre 1972 - 3 janvier 1973   | 92e         | |
| Harold R. Collier (en)          | Républicain | 3 janvier 1973 - 3 janvier 1975    | 93e         | Redécoupage depuis le 10e district et réélu en 1972. |
| Henry Hyde                      | Républicain | 3 janvier 1975 - 3 janvier 2007    | 94e - 109e  | Élu en 1974. Réélu en 1976. Réélu en 1978. Réélu en 1980. Réélu en 1982. Réélu en 1984. Réélu en 1986. Réélu en 1988. Réélu en 1990. Réélu en 1992. Réélu en 1994. Réélu en 1996. Réélu en 2000. Réélu en 2002. Réélu en 2004. Retrait. |
| Peter Roskam                    | Républicain | 3 janvier 2007 - 3 janvier 2019    | 110e - 115e | Élu en 2006. Réélu en 2008. Réélu en 2010. Réélu en 2012. Réélu en 2014. Réélu en 2016. perd sa réélection. |
| Sean Casten                     | Démocrate   | 3 janvier 2019 - Présent           | 116e - 118e | Élu en 2018. Réélu en 2020. Réélu en 2022. |

## Résultats des récentes élections
Voici les résultats des dix précédents cycles électoraux dans le district.

### 2004
| Élection de 2004 du 6e district congressionnel de l'Illinois | Élection de 2004 du 6e district congressionnel de l'Illinois | Élection de 2004 du 6e district congressionnel de l'Illinois | Élection de 2004 du 6e district congressionnel de l'Illinois | Élection de 2004 du 6e district congressionnel de l'Illinois |
| ------------------------------------------------------------ | ------------------------------------------------------------ | ------------------------------------------------------------ | ------------------------------------------------------------ | ------------------------------------------------------------ |
| Parti                                                        | Parti                                                        | Candidat                                                     | Votes                                                        | %                                                            |
|                                                              | Républicain                                                  | Henry Hyde (sortant)                                         | 139 627                                                      | 55,83                                                        |
|                                                              | Démocrate                                                    | Christine Cegelis                                            | 110 470                                                      | 44,17                                                        |
| Total des votes                                              | Total des votes                                              | Total des votes                                              | 250 097                                                      | 100 %                                                        |
|                                                              | Les Républicains conservent                                  |                                                              |                                                              |                                                              |

### 2006
| Élection de 2006 du 6e district congressionnel de l'Illinois | Élection de 2006 du 6e district congressionnel de l'Illinois | Élection de 2006 du 6e district congressionnel de l'Illinois | Élection de 2006 du 6e district congressionnel de l'Illinois | Élection de 2006 du 6e district congressionnel de l'Illinois |
| ------------------------------------------------------------ | ------------------------------------------------------------ | ------------------------------------------------------------ | ------------------------------------------------------------ | ------------------------------------------------------------ |
| Parti                                                        | Parti                                                        | Candidat                                                     | Votes                                                        | %                                                            |
|                                                              | Républicain                                                  | Peter Roskam                                                 | 91 382                                                       | 51,35                                                        |
|                                                              | Démocrate                                                    | Tammy Duckworth                                              | 86 572                                                       | 48,65                                                        |
|                                                              | Write-In                                                     | Patricia Elaine Beard                                        | 3                                                            | <0,01                                                        |
| Total des votes                                              | Total des votes                                              | Total des votes                                              | 177 957                                                      | 100 %                                                        |
|                                                              | Les Républicains conservent                                  |                                                              |                                                              |                                                              |

### 2008
| Élection de 2008 du 6e district congressionnel de l'Illinois | Élection de 2008 du 6e district congressionnel de l'Illinois | Élection de 2008 du 6e district congressionnel de l'Illinois | Élection de 2008 du 6e district congressionnel de l'Illinois | Élection de 2008 du 6e district congressionnel de l'Illinois |
| ------------------------------------------------------------ | ------------------------------------------------------------ | ------------------------------------------------------------ | ------------------------------------------------------------ | ------------------------------------------------------------ |
| Parti                                                        | Parti                                                        | Candidat                                                     | Votes                                                        | %                                                            |
|                                                              | Républicain                                                  | Peter Roskam (sortant)                                       | 147 906                                                      | 57,57                                                        |
|                                                              | Démocrate                                                    | Jill Morgenthaler                                            | 109 007                                                      | 42,43                                                        |
| Total des votes                                              | Total des votes                                              | Total des votes                                              | 256 913                                                      | 100 %                                                        |
|                                                              | Les Républicains conservent                                  |                                                              |                                                              |                                                              |

### 2010
| Élection de 2010 du 6e district congressionnel de l'Illinois | Élection de 2010 du 6e district congressionnel de l'Illinois | Élection de 2010 du 6e district congressionnel de l'Illinois | Élection de 2010 du 6e district congressionnel de l'Illinois | Élection de 2010 du 6e district congressionnel de l'Illinois |
| ------------------------------------------------------------ | ------------------------------------------------------------ | ------------------------------------------------------------ | ------------------------------------------------------------ | ------------------------------------------------------------ |
| Parti                                                        | Parti                                                        | Candidat                                                     | Votes                                                        | %                                                            |
|                                                              | Républicain                                                  | Peter Roskam (sortant)                                       | 114 456                                                      | 63,65                                                        |
|                                                              | Démocrate                                                    | Benjamin Lowe                                                | 65 379                                                       | 36,35                                                        |
| Total des votes                                              | Total des votes                                              | Total des votes                                              | 179 835                                                      | 100 %                                                        |
|                                                              | Les Républicains conservent                                  |                                                              |                                                              |                                                              |

### 2012
| Élection de 2012 du 6e district congressionnel de l'Illinois | Élection de 2012 du 6e district congressionnel de l'Illinois | Élection de 2012 du 6e district congressionnel de l'Illinois | Élection de 2012 du 6e district congressionnel de l'Illinois | Élection de 2012 du 6e district congressionnel de l'Illinois |
| ------------------------------------------------------------ | ------------------------------------------------------------ | ------------------------------------------------------------ | ------------------------------------------------------------ | ------------------------------------------------------------ |
| Parti                                                        | Parti                                                        | Candidat                                                     | Votes                                                        | %                                                            |
|                                                              | Républicain                                                  | Peter Roskam (sortant)                                       | 193 138                                                      | 59,22                                                        |
|                                                              | Démocrate                                                    | Leslie Coolidge                                              | 132 991                                                      | 40,78                                                        |
| Total des votes                                              | Total des votes                                              | Total des votes                                              | 326 129                                                      | 100 %                                                        |
|                                                              | Les Républicains conservent                                  |                                                              |                                                              |                                                              |

### 2014
| Élection de 2014 du 6e district congressionnel de l'Illinois | Élection de 2014 du 6e district congressionnel de l'Illinois | Élection de 2014 du 6e district congressionnel de l'Illinois | Élection de 2014 du 6e district congressionnel de l'Illinois | Élection de 2014 du 6e district congressionnel de l'Illinois |
| ------------------------------------------------------------ | ------------------------------------------------------------ | ------------------------------------------------------------ | ------------------------------------------------------------ | ------------------------------------------------------------ |
| Parti                                                        | Parti                                                        | Candidat                                                     | Votes                                                        | %                                                            |
|                                                              | Républicain                                                  | Peter Roskam (sortant)                                       | 160 287                                                      | 67,14                                                        |
|                                                              | Démocrate                                                    | Michael Mason                                                | 78 465                                                       | 32,86                                                        |
| Total des votes                                              | Total des votes                                              | Total des votes                                              | 238 752                                                      | 100 %                                                        |
|                                                              | Les Républicains conservent                                  |                                                              |                                                              |                                                              |

### 2016
| Élection de 2016 du 6e district congressionnel de l'Illinois | Élection de 2016 du 6e district congressionnel de l'Illinois | Élection de 2016 du 6e district congressionnel de l'Illinois | Élection de 2016 du 6e district congressionnel de l'Illinois | Élection de 2016 du 6e district congressionnel de l'Illinois |
| ------------------------------------------------------------ | ------------------------------------------------------------ | ------------------------------------------------------------ | ------------------------------------------------------------ | ------------------------------------------------------------ |
| Parti                                                        | Parti                                                        | Candidat                                                     | Votes                                                        | %                                                            |
|                                                              | Républicain                                                  | Peter Roskam (sortant)                                       | 208 555                                                      | 59,2                                                         |
|                                                              | Démocrate                                                    | Amanda Howland                                               | 143 591                                                      | 40,8                                                         |
| Total des votes                                              | Total des votes                                              | Total des votes                                              | 352 146                                                      | 100 %                                                        |
|                                                              | Les Républicains conservent                                  |                                                              |                                                              |                                                              |

### 2018
| Élection de 2018 du 6e district congressionnel de l'Illinois | Élection de 2018 du 6e district congressionnel de l'Illinois | Élection de 2018 du 6e district congressionnel de l'Illinois | Élection de 2018 du 6e district congressionnel de l'Illinois | Élection de 2018 du 6e district congressionnel de l'Illinois |
| ------------------------------------------------------------ | ------------------------------------------------------------ | ------------------------------------------------------------ | ------------------------------------------------------------ | ------------------------------------------------------------ |
| Parti                                                        | Parti                                                        | Candidat                                                     | Votes                                                        | %                                                            |
|                                                              | Démocrate                                                    | Sean Casten                                                  | 169 001                                                      | 53,6                                                         |
|                                                              | Républicain                                                  | Peter Roskam (sortant)                                       | 146 445                                                      | 46,4                                                         |
| Total des votes                                              | Total des votes                                              | Total des votes                                              | 315 446                                                      | 100 %                                                        |
|                                                              | Les Démocrates prennent aux Républicains                     |                                                              |                                                              |                                                              |

### 2020
| Élection de 2020 du 6e district congressionnel de l'Illinois | Élection de 2020 du 6e district congressionnel de l'Illinois | Élection de 2020 du 6e district congressionnel de l'Illinois | Élection de 2020 du 6e district congressionnel de l'Illinois | Élection de 2020 du 6e district congressionnel de l'Illinois |
| ------------------------------------------------------------ | ------------------------------------------------------------ | ------------------------------------------------------------ | ------------------------------------------------------------ | ------------------------------------------------------------ |
| Parti                                                        | Parti                                                        | Candidat                                                     | Votes                                                        | %                                                            |
|                                                              | Démocrate                                                    | Sean Casten (sortant)                                        | 213 777                                                      | 52,82                                                        |
|                                                              | Républicain                                                  | Jeanne Ives                                                  | 183 891                                                      | 45,43                                                        |
|                                                              | Libertarien                                                  | Bill Redpath                                                 | 7 079                                                        | 1,75                                                         |
| Total des votes                                              | Total des votes                                              | Total des votes                                              | 404 747                                                      | 100 %                                                        |
|                                                              | Les Démocrates conservent                                    |                                                              |                                                              |                                                              |

### 2022
| Primaire Démocrate de 2022 du 6e district congressionnel de l'Illinois | Primaire Démocrate de 2022 du 6e district congressionnel de l'Illinois | Primaire Démocrate de 2022 du 6e district congressionnel de l'Illinois | Primaire Démocrate de 2022 du 6e district congressionnel de l'Illinois | Primaire Démocrate de 2022 du 6e district congressionnel de l'Illinois |
| ---------------------------------------------------------------------- | ---------------------------------------------------------------------- | ---------------------------------------------------------------------- | ---------------------------------------------------------------------- | ---------------------------------------------------------------------- |
| Parti                                                                  | Parti                                                                  | Candidat                                                               | Votes                                                                  | %                                                                      |
|                                                                        | Démocrate                                                              | Sean Casten (sortant)                                                  | 45 654                                                                 | 67,7                                                                   |
|                                                                        | Démocrate                                                              | Marie Newman                                                           | 19 726                                                                 | 29,2                                                                   |
|                                                                        | Démocrate                                                              | Charles Hughes                                                         | 2 085                                                                  | 3,1                                                                    |

| Primaire Républicaine de 2022 du 6e district congressionnel de l'Illinois | Primaire Républicaine de 2022 du 6e district congressionnel de l'Illinois | Primaire Républicaine de 2022 du 6e district congressionnel de l'Illinois | Primaire Républicaine de 2022 du 6e district congressionnel de l'Illinois | Primaire Républicaine de 2022 du 6e district congressionnel de l'Illinois |
| ------------------------------------------------------------------------- | ------------------------------------------------------------------------- | ------------------------------------------------------------------------- | ------------------------------------------------------------------------- | ------------------------------------------------------------------------- |
| Parti                                                                     | Parti                                                                     | Candidat                                                                  | Votes                                                                     | %                                                                         |
|                                                                           | Républicain                                                               | Keith Pekau                                                               | 20 178                                                                    | 38,7                                                                      |
|                                                                           | Républicain                                                               | Gary Grasso                                                               | 14 150                                                                    | 27,2                                                                      |
|                                                                           | Républicain                                                               | Niki Conforti                                                             | 5 947                                                                     | 11,4                                                                      |
|                                                                           | Républicain                                                               | Catherine A. O'Shea                                                       | 5 243                                                                     | 11,4                                                                      |
|                                                                           | Républicain                                                               | Scott Kaspar                                                              | 3 573                                                                     | 6,8                                                                       |
|                                                                           | Républicain                                                               | Rob Cruz                                                                  | 3 003                                                                     | 5,8                                                                       |

| Élection de 2022 du 6e district congressionnel de l'Illinois | Élection de 2022 du 6e district congressionnel de l'Illinois | Élection de 2022 du 6e district congressionnel de l'Illinois | Élection de 2022 du 6e district congressionnel de l'Illinois | Élection de 2022 du 6e district congressionnel de l'Illinois |
| ------------------------------------------------------------ | ------------------------------------------------------------ | ------------------------------------------------------------ | ------------------------------------------------------------ | ------------------------------------------------------------ |
| Parti                                                        | Parti                                                        | Candidat                                                     | Votes                                                        | %                                                            |
|                                                              | Démocrate                                                    | Sean Casten (sortant)                                        | 150 496                                                      | 54,35                                                        |
|                                                              | Républicain                                                  | Keith Pekau                                                  | 126 351                                                      | 45,6                                                         |
|                                                              | Indépendant                                                  | write-in                                                     | 12                                                           | 0,00                                                         |
| Total des votes                                              | Total des votes                                              | Total des votes                                              | 276 859                                                      | 100 %                                                        |
|                                                              | Les Démocrates conservent                                    |                                                              |                                                              |                                                              |

### 2024
| Primaire Démocrate de 2024 du 6e district congressionnel de l'Illinois | Primaire Démocrate de 2024 du 6e district congressionnel de l'Illinois | Primaire Démocrate de 2024 du 6e district congressionnel de l'Illinois | Primaire Démocrate de 2024 du 6e district congressionnel de l'Illinois | Primaire Démocrate de 2024 du 6e district congressionnel de l'Illinois |
| ---------------------------------------------------------------------- | ---------------------------------------------------------------------- | ---------------------------------------------------------------------- | ---------------------------------------------------------------------- | ---------------------------------------------------------------------- |
| Parti                                                                  | Parti                                                                  | Candidat                                                               | Votes                                                                  | %                                                                      |
|                                                                        | Démocrate                                                              | Sean Casten (sortant)                                                  | 56 750                                                                 | 77,1                                                                   |
|                                                                        | Démocrate                                                              | Mahnoor Ahmad                                                          | 10 483                                                                 | 14,2                                                                   |
|                                                                        | Démocrate                                                              | Charles Hughes                                                         | 6366                                                                   | 8,6                                                                    |

| Primaire Républicaine de 2024 du 6e district congressionnel de l'Illinois | Primaire Républicaine de 2024 du 6e district congressionnel de l'Illinois | Primaire Républicaine de 2024 du 6e district congressionnel de l'Illinois | Primaire Républicaine de 2024 du 6e district congressionnel de l'Illinois | Primaire Républicaine de 2024 du 6e district congressionnel de l'Illinois |
| ------------------------------------------------------------------------- | ------------------------------------------------------------------------- | ------------------------------------------------------------------------- | ------------------------------------------------------------------------- | ------------------------------------------------------------------------- |
| Parti                                                                     | Parti                                                                     | Candidat                                                                  | Votes                                                                     | %                                                                         |
|                                                                           | Républicain                                                               | Niki Conforti                                                             | 20 178                                                                    | 38,7                                                                      |

| Élection de 2024 du 6e district congressionnel de l'Illinois | Élection de 2024 du 6e district congressionnel de l'Illinois | Élection de 2024 du 6e district congressionnel de l'Illinois | Élection de 2024 du 6e district congressionnel de l'Illinois | Élection de 2024 du 6e district congressionnel de l'Illinois |
| ------------------------------------------------------------ | ------------------------------------------------------------ | ------------------------------------------------------------ | ------------------------------------------------------------ | ------------------------------------------------------------ |
| Parti                                                        | Parti                                                        | Candidat                                                     | Votes                                                        | %                                                            |
|                                                              | Démocrate                                                    | Sean Casten (sortant)                                        | 196 647                                                      | 54,2                                                         |
|                                                              | Républicain                                                  | Niki Conforti                                                | 166 116                                                      | 45,8                                                         |
|                                                              | Indépendant                                                  | Peter Meyer Jr.                                              | 86                                                           | 0,0                                                          |
| Total des votes                                              | Total des votes                                              | Total des votes                                              | 362 849                                                      | 100 %                                                        |
|                                                              | Les Démocrates conservent                                    |                                                              |                                                              |                                                              |